# Charlie Beck

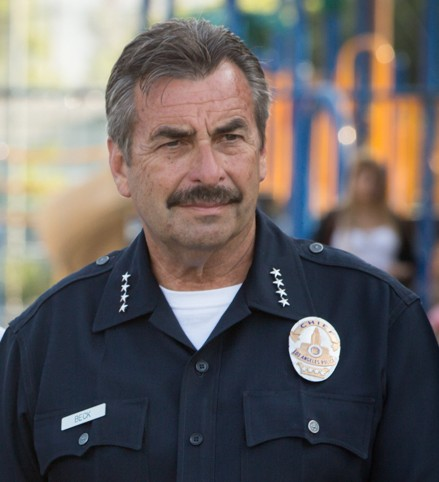
Charles Beck als Polizeichef, 2014

Charles „Charlie“ Lloyd Beck (* 27. Juni 1953 in Long Beach, Kalifornien) ist ein ehemaliger US-amerikanischer Polizist. Von 2009 bis 2018 war er Chief of Police des Los Angeles Police Department (LAPD). Er ist bekannt für die Leitung der Rampart-Division, benannt nach dem Rampart-Skandal der späten 1990er Jahre.

## Karriere

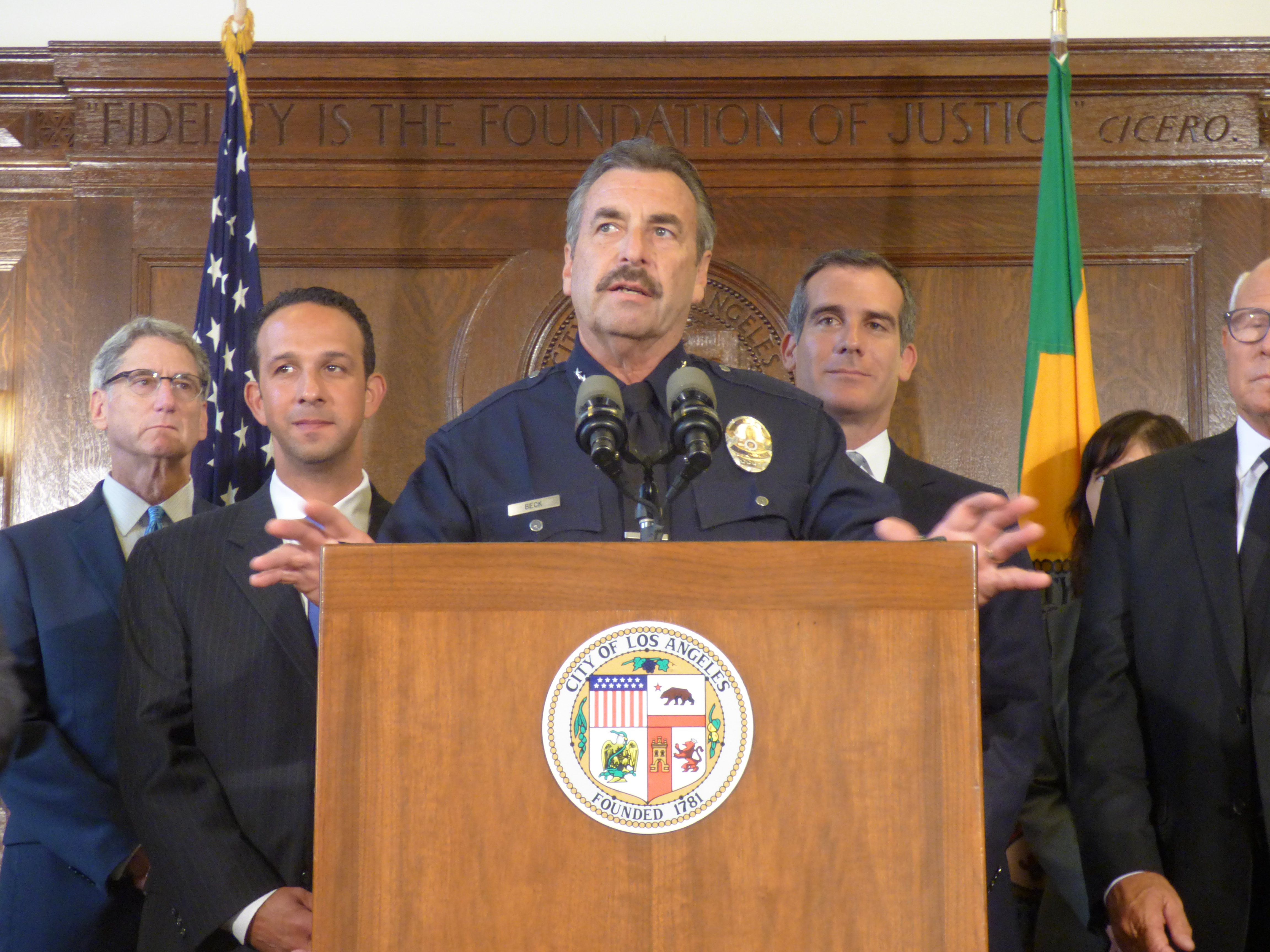
Charlie Beck (2014)

Seine Beförderungen bis hin zum Polizeichef erfolgten wie folgt:
- 1977 – Streifenpolizist
- 1984 – Sergeant
- 1993 – Lieutenant
- 1999 – Captain
- 2005 – Commander
- 2006 – Deputy Chief
- 2009 – Chief of Police